# Дидеа
Дидеа (лат. Didea) — род мух-журчалок из подсемейства Syrphinae.

## Внешнее строение

### Имаго
Мухи размером от 7 до 16 мм. Глаза покрыты редкими волосками. Лицевой бугорок небольшой, узкий. Лицо жёлтое или с узкой чёрной или бурой продольной полосой. Крылья прозрачные. Последняя радиальная жилка заметно изогнута. Головка жужжалец чёрная (Didea fasciata) или жёлтая (Didea intermedia). Среднеспинка чёрная, блестящая, по краям может быть с жёлтой полосой. Щиток имеет матовую, жёлтую или коричневую окраску, покрыт чёрными или желтыми волосками. Бочки груди — чёрные, покрыты густыми белыми волосками в задней части мезоплевр и передней части птероплевр и верхней части стеноплевр. Метастерны груди с чёрными волосками. Брюшко — широко овальное, сильно сплющенное. На чёрном фоне расположены зеленовато-жёлтые или бледно-зелёные пятня и перевязи. Первый тергит чёрный. Второй тергит с парой крупных пятен достигающих бокового края брюшка. Третий и четвёртый тергит с перевязями не достигающими края брюшка и с глубокой вырезкой сзади в срединной части. Стерниты жёлтые и все, кроме первого с черными треугольниками по центру по заднему краю.

### Личинки
Размеры около 10 мм в длину и 4 мм в ширину. Тело личинки сплющено и покрыто остроконечными шипиками. По краю тело с зазубринами. Срединная полоса отсутствует. Задняя дыхательная трубка короткая, ширина её больше, чем длина. Дыхальцевые пластинки задних дыхалец наклонены внутрь по направлению дуг к другу.

## Биология
Имаго встречаются с мая по октябрь, питаются на соцветиях зонтичных (Chaerophyllum), сложноцветных (Cirsium, Hypochoeris), розоцветных (Crataegus, Rosa, Potentilla, Rubus), подорожниковых (Plantago), ивовых (Salix), валериановых (Valeriana), адоксовых (Sambucus, Viburnum), крапивные (Urtica), гречишные (Polygonum), аралиевые (Hedera) и вересковые (Arbutus, Calluna). Личинки Didea fuscipes питаются тлями Longistigma caryae платане и Plocomaphis flocculosa на иве. Личинки палеарктических видов уничтожают тлей на хвойных (Larix и Pinus) и лиственных деревьях (Prunus, Salix и Quercus).

## Классификация
Наиболее близким к Didea родом считают палеарктический род Megasyrphus и неарктический Dideomima.
- Didea alneti (Fallén, 1817)[3][11]
- Didea fasciata Macquart, 1834[3][11]
- Didea fuscipes Loew, 1863[5]
- Didea intermedia Loew, 1854[3][11]
- Didea poorva Ghorpade, 1994[12]
- Didea subalneti Claussen & Weipert, 2003[13]
- Didea vockerothi Ghorpade, 1994[12]

## Распространение
Виды рода встречаются в Северной Америке (От Аляски до на юг штата Колорадо и до штата Нью-Йорк на восток, в Канаде только на юге), Европе, Сибири, Якутии, на Дальнем Востоке от Чукотки и Камчатки до Приморского края и Курильских островов, Казахстане, Киргизии, Монголии, Корее, Японии, Китае, Тайване, Непале, Индии (Ассам, Мегхалая и Ладакх).